# Pallone d'oro femminile
Il Pallone d'oro femminile (Ballon d'or Féminin, in francese) è un premio calcistico istituito da France Football nel 2018 per premiare la miglior calciatrice della stagione sportiva.

## Albo d'oro
| Anno | Posizione     | Giocatrice             | Squadra         | Punti         |
| ---- | ------------- | ---------------------- | --------------- | ------------- |
| 2018 | 1º            | Ada Hegerberg          | Olympique Lione | 136           |
| 2018 | 2º            | Pernille Harder        | Wolfsburg       | 130           |
| 2018 | 3º            | Dzsenifer Marozsán     | Olympique Lione | 86            |
| 2019 | 1º            | Megan Rapinoe          | Seattle Reign   | 230           |
| 2019 | 2º            | Lucy Bronze            | Olympique Lione | 94            |
| 2019 | 3º            | Alex Morgan            | Orlando Pride   | 68            |
| 2020 | Non assegnato | Non assegnato          | Non assegnato   | Non assegnato |
| 2021 | 1º            | Alexia Putellas        | Barcellona      | 186           |
| 2021 | 2º            | Jennifer Hermoso       | Barcellona      | 84            |
| 2021 | 3º            | Samantha Kerr          | Chelsea         | 46            |
| 2022 | 1º            | Alexia Putellas        | Barcellona      | 178           |
| 2022 | 2º            | Beth Mead              | Arsenal         | 152           |
| 2022 | 3º            | Samantha Kerr          | Chelsea         | 74            |
| 2023 | 1º            | Aitana Bonmatí         | Barcellona      | 266           |
| 2023 | 2º            | Samantha Kerr          | Chelsea         | 87            |
| 2023 | 3º            | Salma Paralluelo       | Barcellona      | 49            |
| 2024 | 1º            | Aitana Bonmatí         | Barcellona      | 675           |
| 2024 | 2º            | Caroline Graham Hansen | Barcellona      | 392           |
| 2024 | 3º            | Salma Paralluelo       | Barcellona      | 246           |

## Statistiche

### Classifica per giocatrici
| Calciatrice            | 1º             | 2º       | 3º             |
| ---------------------- | -------------- | -------- | -------------- |
| Alexia Putellas        | 2 (2021, 2022) | –        | –              |
| Aitana Bonmatí         | 2 (2023, 2024) | –        | –              |
| Ada Hegerberg          | 1 (2018)       | –        | –              |
| Megan Rapinoe          | 1 (2019)       | –        | –              |
| Samantha Kerr          | –              | 1 (2023) | 2 (2021, 2022) |
| Pernille Harder        | –              | 1 (2018) | –              |
| Lucy Bronze            | –              | 1 (2019) | –              |
| Jennifer Hermoso       | –              | 1 (2021) | –              |
| Beth Mead              | –              | 1 (2022) | –              |
| Caroline Graham Hansen | –              | 1 (2024) | –              |
| Salma Paralluelo       | –              | –        | 2 (2023, 2024) |
| Dzsenifer Marozsán     | –              | –        | 1 (2018)       |
| Alex Morgan            | –              | –        | 1 (2019)       |

### Classifica per nazionalità
| Nazione     | Giocatrici | Totale |
| ----------- | ---------- | ------ |
| Spagna      | 2          | 4      |
| Norvegia    | 1          | 1      |
| Stati Uniti | 1          | 1      |

### Classifica per club
| Club            | Giocatrici | Totale |
| --------------- | ---------- | ------ |
| Barcellona      | 2          | 4      |
| Olympique Lione | 1          | 1      |
| Seattle Reign   | 1          | 1      |

## Altri dati statistici
- Ada Hegerberg è stata la più giovane vincitrice del riconoscimento: 23 anni e 146 giorni (2018).
- Megan Rapinoe è stata la più anziana vincitrice del riconoscimento: 34 anni e 150 giorni (2019).
- Samantha Kerr è l'unica calciatrice ad essersi piazzata tre volte sul podio della rassegna (per altro consecutive: 2021, 2022, 2023).
- Megan Rapinoe è stata l'unica calciatrice ad aver vinto il premio militando in una squadra non europea (Seattle Reign).